# CROLIST
CROLIST je hrvatski umreženi i u stvarnom vremenu integrirani knjižnični sustav i skupni katalog razvijen na distriburanomu modelu Oracleove relacijske baze podataka. Sadrži bibliografske zapise koje je katalogizirala NSK i koji su pretvoreni iz sustava Varian iz razdoblja do 1990. godine. Obuhvaća bibliografske i normativne zapise koje je kooperativno katalogizirala NSK i ostale umrežene knjižnice u sustavu Crolist u razdoblju od 1990. do 21. studenoga 2006. godine. Nakon toga razdoblja obuhvaća bibliografske i normativne zapise koje su kooperativno katalogizirale knjižnice u Konzorciju Crolist u razdoblju od 21. studenoga 2006. do danas. Također, obuhvaća bibliografske i normativne zapise pretvorene iz NSK-ovog sustava Voyager i Aleph (MARC21) u Skupni katalog Crolist (UNIMARC) u razdoblju od početka 2009. do danas. U sustavu je obuhvaćeno 38 sveučilišnih ili županijskih skupnih kataloga ili kataloga samostalnih knjižnica.

## Poveznice
- Hrvatski nacionalni skupni katalog
- Zaki
- Gisko
- Metelwin

## Vanjske poveznice
- GISKO Katalozi u Hrvatskoj